# 源氏系図小鏡
源氏系図小鏡（げんじけいずこかがみ）とは、古系図に分類される源氏物語系図の一つ。

## 概要
巣守関係の記述を持った古系図の一つであり、血縁関係までを全て文章で表すという特色を持つ。全般的に「とぞ」「という」などといった伝聞的表現を持った記述が多く、「巣守」巻等を含んだ源氏物語本文を直接参照して作成されたのではなく、巣守関係の記述を持っている古系図・梗概書・注釈書等に基づいて記述したのでは無いかと考えられている。浮舟の事績に「山路の露にて薫と再会したまう」と、現代では源氏物語には含まれない後世の補作であるとされている「山路の露」の中での出来事を「源氏物語の中での出来事」として記述している。巣守関係の記述について見ると、別人として扱われることもある蛍兵部卿宮の子供である侍従と源三位を同一の人物であるとしていること、巣守三位が大内山への隠棲時に頼っていった朱雀帝の女四宮の事績について詳細に記述していること、薫と巣守三位の子を「若宮」として立項していること等いくつかの点で源氏物語巨細や国文研本とは近く、正嘉本古系図とは異なる記述が多い。

## 伝本
いくつかの伝本が確認されているが表題も異なっているものが多く、内容の異なりも大小さまざまである。
- 「源氏小鏡」（稲賀敬二蔵本）
稲賀敬二によって見いだされ同人の所蔵となったもの。増補されたと見られる部分を含む「広本系」とされる。
- 「源氏系図小鏡」（京都大学文学部蔵本）
- 「源氏物語注」（東京学芸大学脇本文庫蔵本）
- 「げんじのいけいづ付むらさきしきぶのけいづ」（篁園文庫蔵本）[1]
- 「源氏物語中の人々」東海大学桃園文庫蔵本
大島雅太郎蔵本の転写本とされる。
- 「源氏抄」
「源氏物語のおこり」（源氏物語起筆伝説）などを加えた内容を持つ異本である。早稲田大学教授中村俊定旧蔵、現早稲田大学図書館蔵の江戸時代初期書写と見られる1写本のみが確認されている[2]。
- 内閣文庫蔵本

## 翻刻
- 稲賀敬二翻刻「翻刻「源氏系図小鏡」」『中世文芸』通号第25号、広島中世文芸研究会、1962年（昭和37年）12月、pp. 15-30。　のち稲賀敬二『源氏物語の研究 成立と伝流』笠間書房、1967年（昭和42年）、pp. 575-600。
稲賀敬二蔵本と京都大学蔵本とを比較対照させたものである。
- 中野幸一「翻刻「源氏抄」〔源氏物語の系図書〕」早稲田大学国文学会『国文学研究』第40集、1969年（昭和44年）8月、pp. 88-99。のち『物語文学論攷』教育出版センター、1971年（昭和46年）、pp. 214-233。
早稲田大学図書館蔵「源氏抄」の翻刻